# 稲葉玲王
稲葉 玲王（いなば れお、1997年3月24日 - ）は、日本のプロフェッショナル・サーファー。千葉県一宮町出身。

## 経歴
⽗親の影響で5歳からサーフィンをはじめ、地元一宮町の海で練習を重ねてきた。一宮町立一宮中学校卒業。
2010年10月に茨城県で開催された、JPSAムラサキプロ鉾田のプロトライアルで見事合格の当時最年少の13歳でプロデビューを果たす。
2024年2月25日、サーフィンのパリ五輪予選を兼ねたISAワールドゲームズがプエルトリコのアレシボで行われ、1回戦に出場したことによりしたオリンピックへの出場条件を満たし、自身初のオリンピックへの出場を決めた。
同年7月27日、フランス領ポリネシアのタヒチ島チョープーで行われたパリオリンピック男子サーフィンに1回戦から登場し12.76点をマークして8組首位となり、3回戦に進出。29日の3回戦では世界最高峰のプロツアーで2022、23年王者であるブラジルのフィリペ・トレドを下し準々決勝進出を決めた。しかし、準々決勝でペルーのアロンソ・コレアの惜敗し準々決勝敗退。初のオリンピックは5位タイの成績に終わった。

## 出演
- ジャンクSPORTS（フジテレビ、2024年6月29日 - 7月6日）